# Hans Leicht
Hans Leicht (Segesvár, 1886. július 8. – Budapest, 1937. szeptember 29.) erdélyi szász jogász, politikus, költő, műfordító.

## Élete
A kolozsvári református kollégiumban már gyermekkorában megtanult magyarul. A kolozsvári, berlini és müncheni egyetemen tanult jogot. Az első világháborúig ügyvédként dolgozott Segesváron.
A világháború utáni zavaros időszakban megpróbálta kolozsvári kapcsolatait feleleveníteni a szász kisebbség számára elfogadható megoldások kidolgozására. A Károlyi-kormány alatt ő volt a szász kisebbség referense. A trianoni békeszerződést követően Budapestre költözött. Itt felvette a kapcsolatot Kun Bélával, aki iskolatársa volt Kolozsváron, és kisebbségi ügyekért felelős népbiztoshelyettes lett. Lépéseket tett a budapesti német színház megalapítása érdekében; ő tartotta az ünnepi beszédet a színház megnyitása alkalmából. A Tanácsköztársaság után Budapesten dolgozott ügyvédként.
Verseket, alkalmi költeményeket is írt, de elismerést inkább a magyar költők (Petőfi Sándor, Vörösmarty Mihály) németre fordításával szerzett.

## Műfordításai
- Ein Perlenstrauss ungarischer Dichtungen (A magyar költészet gyöngyszemei), Budapest, 1939
- Lyrik aus Ungarn, (Magyarországi líra), Bremen 1941
- Gedichte Zusammengestellt von Richard Ackner, Neubrandenburg, 2000

## Fordítás
- Ez a szócikk részben vagy egészben a Hans Leicht című német Wikipédia-szócikk ezen változatának fordításán alapul.  Az eredeti cikk szerkesztőit annak laptörténete sorolja fel. Ez a jelzés csupán a megfogalmazás eredetét és a szerzői jogokat jelzi, nem szolgál a cikkben szereplő információk forrásmegjelöléseként.